# Portola Valley
Portola Valley – miasto w Stanach Zjednoczonych, w stanie Kalifornia, w hrabstwie San Mateo.